# Пушкінський міський округ
Пушкінський район — адміністративно-територіальна одиниця і муніципальне утворення на північному сході Московської області.
Адміністративний центр — місто Пушкіно.

## Географія
Площа території району становить 57 147 га. Межує на південному заході з Митищинським районом, на північному заході — з Дмитровським районом, на півночі з Сергієво-Посадських районом , на південному сході — з міськими округами Корольов і Івантєєвка, на сході з Щолковським районом, на північному сході — з міським округом Красноармійськ.